# 奥利弗·麦克唐纳
奥利弗·麦克唐纳（英語：Oliver Macdonald，1904年2月20日—1973年4月14日），美国男子田径运动员，主攻短跑。他曾代表美国参加1924年夏季奥林匹克运动会田径比赛，获得男子4×400米接力金牌。